# Iturrigorri-El Peñascal
Iturrigorri-Peñascal es un barrio bilbaíno del distrito 7 situado en la margen izquierda de la ría de Bilbao.

## Situación
El barrio se encuentra en la zona sur de Bilbao. Limita con Recaldeberri-Larrasquitu y Uretamendi.
Fue uno de los barrios más afectados por las inundaciones de 1983. No obstante, no fue la crecida de la ría de Bilbao la que afectó al barrio, situado a unos 150 metros sobre el nivel del mar. Fue la cantera situada al oeste del barrio la que inundó el barrio. Aquella cantera hacía tiempo que estaba abandonada sin ningún mantenimiento.
Años de desechos y vegetación afectaron directamente a la fangosa provocada por las inundaciones de 1983. El barro procedente de la cantera alcanzó entre dos y tres metros de altura en muchas casas del barrio. Algunas viviendas, además, tuvieron que ser derribadas.

## Transportes
Es un barrio periférico aunque con unas excelentes comunicaciones con el centro de la ciudad.
- Bilbobus: Líneas por El Peñascal

| Línea | Recorrido                 | Frecuencia (minutos) |
| ----- | ------------------------- | -------------------- |
| 77    | Peñascal - Mina del Morro | 12                   |